# Jaroslav Bouček (filmař)
Jaroslav Bouček (8. března 1903 Vídeň – 2. července 1985 Praha) byl český vědec oboru technologie fotografie a filmu, filmař, jeden ze zakladatelů pražské FAMU, kde působil jako profesor filmové techniky.

## Život
Narodil se jako nejmladší ze tří dětí do rodiny Václava Boučka (1864 Nové Hradiště u Pardubic – 1925) a Hanny (Jany), roz. Kudrnové (1873 Hodonín ? – 1964 ?) ve Vídni, kde jeho otec, který pocházel z osmi sourozenců, působil až do začátku první světové války jako vrchní účetní rada. Po přestěhování rodiny studoval na reálce v Hodoníně a později na II. české reálce v Brně (maturita 1921). V letech 1921–1926 vystudoval strojní a elektrotechnické inženýrství na České vysoké škole technické v Brně, v roce 1931 tamtéž získal doktorát technických věd. Již po absolutoriu se zde stal asistentem ústavu fyziky, v roce 1935 se habilitoval a působil jako docent pro obor fotografie.  
Již od střední školy sám aktivně fotografoval. V Brně byl členem Klubu fotografů amatérů. Byl rovněž spoluzakladatelem tamního tamního prvního golfového klubu.
V roce 1931 společně s architektem Františkem Kalivodou zorganizovali v Brně přednášku o fotomontáži německého grafika Jana Tschicholda. Spolu s prof. Vladimírem Novákem (1869–1944) napsal příručku Praktická fotografie (Brno, 1935). V letech 1938–1942 vyučoval fotografii na Škole uměleckých řemesel v Brně, v letech 1943–1945 působil u Českomoravské společnosti pro úzký film ve Zlíně jako technický vedoucí výroby filmů. Současně pracoval na konstrukci senzitometru fotografických a filmových materiálů. 
V roce 1946 se stal společně s Karlem Plickou a Antonínem Martinem Brousilem spoluzakladatelem Filmové fakulty Akademie múzických umění v Praze, kde se stal jedním z prvních profesorů. Inspiroval mj. Jána Šmoka, studenta první generace FAMU, který pak věnoval výraznou část svého výzkumu snímkové technice. Založil zde kabinet techniky, ve kterém později působil profesor Josef Pecák.   
Napsal řadu odborných prací o fotografických a kinematografických materiálech a k dějinám fotografie (K počátkům fotografie na Moravě a ve Slezsku, 1976; K počátkům fotografie na Moravě a Slezsku – První moravští fotografové, 1985).  
Byl rovněž sběratelem. Již za pobytu v Brně od roku 1931 získával první předměty do své fotografické sbírky, která obsahuje obsáhlý soubor daguerrotypií, ambrotypií a dalších technik, a také dvě stovky starých kabinetních a vizitkových fotografií.    
Měl dva sourozence – sestru Miladu Boučkovou (1897 Vídeň – 1982 ?) a bratra Vladimíra Boučka (1901 Vídeň – 1985 Uherské Hradiště), který byl architekt a jeden ze zakladatelů ÚLUV. Jeho manželkou byla Zdeňka Boučková  (7. srpna 1923 – ?). Měli tři děti – Vladimíra (* 1948), Jaroslava  (* 1951 Brno), který je filmový a televizní producent, a Zdeňka (* 1953).

## Výstavy
- 2023 Jaroslav Bouček: Fotograf, historik, vědec, Galerie Josefa Sudka, kurátor: Jan Mlčoch.[5]